# Рамазан (Молдова)
Рамазан (рум. Rămăzan, Рэмэзан) — село в Рышканском районе Молдавии. Наряду с селом Новый Балан входит в состав города Рышканы.

## География
Село расположено на высоте 172 метров над уровнем моря.

## Население
По данным переписи населения 2004 года, в селе Рэмэзан проживает 591 человек (271 мужчина, 320 женщин).
Этнический состав села:
| Национальность | Число жителей | Процентный состав |
| -------------- | ------------- | ----------------- |
| украинцы       | 532           | 90.02             |
| молдаване      | 37            | 6.26              |
| русские        | 19            | 3.21              |
| поляки         | 1             | 0.17              |
| прочие         | 2             | 0.34              |
| Всего          | 591           | 100%              |